# 대영고등학교 (경북)
대영고등학교(大榮高等學校)는 대한민국 경상북도 영주시 휴천동에 위치한 사립 고등학교이다.

## 학교 연혁
- 1982년 3월 2일 : 대영상업고등학교 제1회 입학식(287명 입학)
- 1982년 3월 5일 : 대영상업고등학교 개교, 초대 이사장 서광옥 선생 취임
- 1982년 3월 5일 : 초대 교장 권인길 선생 취임
- 1984년 8월 6일 : 고등학교 설립사항 변경인가(대영상업고등학교를 대영종합고등학교로 교명변경)
- 1985년 2월 13일 : 제1회 졸업식 (졸업생 254명)
- 1987년 8월 12일 : 고등학교 설립사항 변경인가(대영종합고등학교를 대영고등학교로 교명 변경) 보통과 5학급, 전체 15학급으로 학칙 변경
- 1991년 12월 20일 : 현대식 4층 신축교사로 이전
- 1992년 1월 6일 : 기숙사 동강정사(東崗精舍) 준공
- 1998년 1월 19일 : 기숙사 대영학사(大榮學舍) 준공
- 2002년 10월 20일 : 지하동 교사개축, 대 열람실 준공
- 2003년 3월 28일 : 제3대 이사장 권무탁 선생 취임
- 2006년 1월 27일 : 기숙사 청람학사(靑藍學舍) 준공
- 2010년 6월 21일 : 경상북도교육청 지정 교과교실제 B-1형으로 선정
- 2010년 6월 22일 : 교육과학기술부 지정 과학중점학교로 선정
- 2011년 11월 18일 : 다목적 강당(독수리관) 및 급식소(햇빛관) 개관식
- 2017년 12월 15일 : 교육부 고교학점제 연구학교 선정
- 2021년 3월 1일 : 경상북도교육청 고교학점제 선도학교 전환
- 2023년 1월 4일 : 제39회 졸업식 (졸업생 수 6,826명)
- 2023년 8월 1일 : 제11대 교장 권태욱 선생 취임

## 참고 자료
- 대영고등학교 - 한국교육학술정보원 학교알리미